# Avláki (Nísyros)
Avláki (grec moderne : Αυλάκι) est une localité située dans le dème de Nísyros, dans le district régional de Kos, dans la périphérie d'Égée-Méridionale, en Grèce.
Selon le recensement de 2021, elle compte 2 habitants.